# Dusona amurator
Dusona amurator là một loài tò vò trong họ Ichneumonidae.